# Gisèle Rabesahala
Gisèle Rabesahala (Antananarivo, 7 de mayo de 1929-27 de junio de 2011) fue una política malgache que luchó por la independencia de su país. Fue también la primera mujer malgache en alcanzar el puesto de ministra, en 1977.

## Biografía
Nacida en Madagascar en 1929, pasó su infancia entre Francia, Túnez y el Sudán francés (después Malí). Al morir su padre en 1942 regresó a Madagascar, entonces colonia francesa. Siendo adolescente, obtuvo los estudios elementales y una formación profesional. Con 17 años comenzó a ayudar al movimiento democrático de renovación malgache, que luchaba por la independencia. Formó parte de la Rebelión malgache de 1947. Formó parte también de un comité de ayuda a las víctimas de la represión política. Por sus ideas comunistas, recibió ayuda del bloque de los países del Bloque del Este. En la década de los 50 obtuvo una amnistía para los presos políticos malgaches condenados a muerte.
En 1956 creó su propio partido político, La Unión del Pueblo Malgache, y se convirtió en la primera mujer electa consejera municipal. En 1958 fue nombrada secretaria general del Partido del congreso de la independencia de Madagascar. La independencia se obtuvo en 1960.
En la República Democrática de Madagascar su partido defendía la revolución. Ella fue nombrada ministra del Arte revolucionario y Cultura en 1977, convirtiéndose así en la primera mujer en acceder al cargo de ministro. Estuvo en el cargo hasta 1989.
En 2001 Gisou accedió al cargo de vicepresidenta del Senado. Desde que Marc Ravalomananase convirtió en presidente de la República, ella, desde la oposición, criticó las influencias extranjeras y el neoliberalismo de sus políticas.
Gisèle Rabesahala falleció el 27 de junio de 2011.